# تيدروس أدهانوم غيبريسوس
تيدروس أدهانوم غيبريسوس (بالجعزية: ቴዎድሮስ አድሓኖም ገብረኢየሱስ) (مواليد 3 مارس 1965 في أسمرة) هو سياسي وأكاديمي إثيوبي وناشط بالصحة العامة، ويُعدُّ أدهانوم أولَ إفريقي يشغل منصب المدير العام لمنظمة الصحة العالمية منذ 1 يوليو 2017، بعد أن شغل قبلها مناصب عدة، منها منصبا وزير الصحة من 2005 إلى 2012،، ووزير الخارجية من 2012 إلى 2016 في الحكومة الإثيوبية، كذلك تولَّى منصب رئيس مجلس إدارة الصندوق العالمي لمكافحة الإيدز السل ومنصب رئيس مجلس إدارة شراكة دحر الملاريا.
التحق تيدروس بوزارة الصحة عام 1986، بعد تخرجه من جامعة أسمرة، وقد تلقى - بصفته باحثًا معترفًا به دوليًا في الملاريا ووزيرًا للصحة - الإشادة لعدد من الإصلاحات المبتكرة على نطاق المنظومة الصحية التي حسنت بشكل كبير من النتائج الرئيسية والوصول إلى الخدمات الصحية. من بينها تدريب ما يقرب من 40.000 عاملة إرشاد صحي وتوظيفهم، وخفض معدل وفيات الرضع من 123 حالة وفاة لكل 1000 مولود حي عام 2006 إلى 88 عام 2011، وزيادة توظيف الكوادر الصحية بما في ذلك الأطباء القابلات. في يوليو 2009، انتُخِب رئيسًا لمجلس إدارة الصندوق العالمي لمكافحة الإيدز والسل والملاريا مدة عامين.
انتُخِب تيدروس مديرًا عامًا لمنظمة الصحة العالمية من قبل جمعية الصحة العالمية في 23 مايو 2017، ليصبح أول مدير عام من غير الأطباء. وقد تولى منصبه في 1 يوليو 2017 مدة خمس سنوات.
في أوائل عام 2020، أشرف تيدروس على الإدارة العالمية لجائحة فيروس كورونا الذي نشأ في ووهان، الصين. تجاهل تيدروس محاولات الحكومة الصينية المبكرة لقمع المعلومات، لكنه قدم بدلًا من ذلك «فيضًا من المديح» لجهود الاحتواء. واجه انتقادات كبيرة لما يُنظر إليه على أنه معالجة غير كافية للجائحة، بما في ذلك الإعلان المتأخر عن حالة طوارئ الصحة العامة محل الاهتمام الدولي. تضمنت ردود الفعل السلبية عريضة تطالب باستقالته موقعة من 628,000 حتى 28 مارس.

## النشأة والتعليم
ولد تيدروس عام 1965 في أسمرة، إريتريا، لأدهانوم جبريسوس وميلاشو ويلديجابير. تعود أصول الأسرة إلى إنديرتا أوراجا في إقليم تيكرينيا، يتذكر كونه طفلًا «مدركًا تمامًا للمعاناة والوفيات التي لا داعي لها» التي تسببها الملاريا. حصل على  بكالوريوس العلوم في علم الأحياء من جامعة أسمرة عام 1986 والتحق بوزارة الصحة في ديرغ كخبير مبتدئ في الصحة العامة.
بعد سقوط  حكم منغستو هيلا مريام، عاد تيدروس إلى الجامعة للحصول على درجة الماجستير في علم مناعة الأمراض المعدية من مدرسة لندن لحفظ الصحة وطب المناطق الحارة في جامعة لندن. حصل بعد ذلك على درجة الدكتوراه في صحة المجتمع من جامعة نوتنغهام عام 2000، عن بحثه الذي تقصى آثار السدود على انتقال الملاريا في إقليم تكرينيا بإثيوبيا.

## بدايات مسيرته المهنية

### رئيس مكتب الصحة الإقليمي في تكرينيا
في عام 2001، عُيِّن تيدروس رئيسًا لمكتب الصحة الإقليمي في تكرينيا. يُنسب إليه الفضل بصفته رئيسًا للمكتب في تحقيق انخفاض بنسبة 22.3% في انتشار الإيدز في المنطقة، وبنسبة 68.5% في حالات التهاب السحايا. فأشرف على حملة لتحسين الوصول إلى تكنولوجيا المعلومات والاتصالات التي أدخلت أجهزة الحاسوب واتصال الإنترنت لمعظم المستشفيات والعيادات في المنطقة، حيث لم تكن متصلة من قبل. زاد عدد مقدمي الرعاية الصحية بنسبة 50%. ورُفعت نسبة التحصين ضد الحصبة إلى 98% من جميع الأطفال ورفع التحصين الكلي لجميع الأطفال دون سن 12 شهرًا إلى 74%.
ارتفعت نسبة التمويل الحكومي لمكتب الصحة الإقليمي في تكرينيا إلى 65%، وانخفضت نسبة المانحين الأجانب إلى 35%. بشكل عام، زُوِّد 68.5% من السكان في نطاق 10 كم بخدمات الرعاية الصحية.

### وزير الدولة للصحة
في أواخر 2003، عُيِّن وزيرًا للدولة (نائب وزير) للصحة وعمل لأكثر من عام بقليل. كان خلال هذا الوقت أن بدأ في صياغة أجندته الطموحة للإصلاح الصحي.[وفقًا لمن؟]

## وزير الصحة (2005-2012)
عُيِّن تيدروس وزيرًا للصحة في أكتوبر 2005 من قبل رئيس الوزراء ملس زيناوي. رغم التحديات العديدة التي واجهتها وزارة الصحة من ناحية الفقر، وضعف البنية التحتية، وتدهور الوضع الاقتصادي العالمي، اعتُبِر التقدم في المؤشرات الصحية في إثيوبيا «مثيرًا للإعجاب». خلال الفترة 2005-2008، بنت وزارة الصحة الإثيوبية 4000 مركز صحي، ودربت أكثر من 30.000 عامل في مجال الإرشاد الصحي ونشرتهم، وكوَّنت كادرًا جديدًا من المتخصصين في إدارة المستشفيات. علاوة على ذلك، اختيرت إثيوبيا عام 2010 من قبل وزارة الخارجية الأمريكية بصفتها واحدة من بلدان مبادرة الصحة العالمية الأمريكية الإضافية، حيث تدعم الولايات المتحدة الجهودَ الصحية العالمية المبتكرة.
عند توليه منصبه عام 2005، ورث تيدروس وزارة ذات رؤية قوية ولكن مع قدرة قليلة على تنفيذ هذه الرؤية. كانت الوزارة ملتزمة إلى حد ما بالجهات المانحة التي كانت تركز على برامج فيروس نقص المناعة البشرية/الإيدز والسل والملاريا عندما تولى تيدروس منصبه القيادي لأول مرة مع أجندة إصلاح قُطرية قائمة على النظم. مع القليل من الفائض الاقتصادي، كانت البلاد تفتقر إلى القدرة على بناء الأنظمة الصحية الخاصة بها، مع فرار جزء كبير من الموارد البشرية الإثيوبية في مجال الصحة من البلاد: فعلى سبيل المثال، هناك أطباء إثيوبيين في منطقة شيكاغو الحضرية أكثر من إثيوبيا. صمم تيدروس إستراتيجية إصلاح لـ «فيضان» القوى العاملة الصحية أسفرت عن تدريب ونشر الآلاف من الأطباء، والممرضات، والصيادلة، وتقنيي المختبرات، والمسؤولين الصحيين. وهو معروف بشكل خاص بجهوده المبتكرة التي تعمل على تحسين بيئة العمل وتحفيز الأطباء.[بحاجة لمصدر]
في أثناء توليه لمنصب وزير الصحة، تمكن تيدروس من تكوين علاقة وثيقة مع شخصيات بارزة بما في ذلك الرئيس الأمريكي الأسبق بيل كلينتون ومؤسسة كلينتون ومؤسسة بيل وميليندا غيتس.

### مبادرات الصحة العالمية
خلال فترة عمله وزيرًا للصحة في إثيوبيا، كان تيدروس نشطًا للغاية في مبادرات الصحة العالمية وترك بصمة لتأثيره في المجال الأوسع لهيكل الصحة العالمية. فكانت إثيوبيا أول دولة توقع اتفاقية مع الشراكة الصحية الدولية. وشغل منصب رئيس شراكة دحر الملاريا (2007-2009)، ومجلس تنسيق برنامج الأمم المتحدة المشترك لفيروس نقص المناعة البشرية/الإيدز (2009-2010)، والصندوق العالمي لمكافحة الإيدز والسل والملاريا (2009-2011) والرئيس المشارك لشراكة صحة الأم والوليد والطفل (2005-2009). عمل عضوًا في مجلس التحالف العالمي للقاحات والتحصين (جافي) وأيضًا في معهد القياسات الصحية والتقييم (آي إتش إم إي) ومجلس تنسيق شراكة مكافحة السل. كان أيضًا عضوًا في العديد من مجامع التفكير الأكاديمية والعالمية في مجال الصحة بما في ذلك معهد أسبن وكلية هارفارد للصحة العامة.[بحاجة لمصدر] وشغل منصب نائب رئيس جمعية الصحة العالمية الستين الذي عُقِد في 14-23 مايو 2007. من عام 2008 حتى عام 2009، وكان عضوًا في فريق العمل رفيع المستوى المعني بالتمويل الدولي المبتكر للأنظمة الصحية، الذي يشترك في رئاسته جوردون براون وروبرت زوليك.

### الصندوق العالمي لمكافحة الإيدز والسل والملاريا وإصلاحه
انتُخِب تيدروس رئيسًا لمجلس إدارة الصندوق العالمي لمكافحة الإيدز والسل والملاريا في يوليو 2009 مدة عامين. في موجز لسيرته نُشِر في أبريل 2010، ذكرت دورية ذا لانسيت أن تيدروس كان «اسمًا مألوفًا في أمانة الصندوق العالمي» قبل انتخابه رئيسًا لمجلس الإدارة إذ يُستشهد بقيادته بانتظام في الصندوق العالمي ما أدى إلى تسمية إثيوبيا كمثال للبلدان عالية الأداء.[بحاجة لمصدر]

#### صحة الأم والطفل
انخفض معدل وفيات الأطفال بنسبة 30% بين عاميّ 2005 و2011. وانخفض معدل وفيات الرضع بنسبة 23%، من 77 إلى 59 حالة وفاة لكل 1000 مولود، بينما انخفض معدل وفيات الأطفال دون سن الخامسة بنسبة 28%، من 123 إلى 88 لكل 1000 مولود. ارتفع عدد السيدات الحوامل اللاتي ولدن بمساعدة مقدمٍ ماهر للرعاية الصحية من 6% في 2005 إلى 10% في 2011، وذلك وفقًا للمسح الديموغرافي والصحي لإثيوبيا لعام 2011.

#### السل
خلال ولاية تيدروس، أدرجت خدمات الوقاية والعلاج من السل ضمن الآليات التي يعمل عليها العاملين في مجال الإرشاد الصحي، ما أدى إلى تحسن كبير في الأداء وتحقيق الأهداف الإنمائية للألفية فيما يخص مرض السل قبل الوقت المستهدف بوقت طويل.[بحاجة لمصدر]

#### الملاريا
انخفضت الوفيات بسبب الملاريا بنسبة تتعدى الـ 50% من 2005 إلى 2007. انخفض معدل الإصابات الجديدة بالملاريا بنسبة 54% في الدولة خلال نفس الفترة، بينما انخفض عدد حالات الإصابة بالملاريا في الأطفال التي أُبلِغ عنها في العيادات بنسبة 60%.  قامت وزارة الصحة بتوزيع 20.5 مليون ناموسية مُعالَجَة بالمبيدات الحشرية لحماية أكثر من 10 ملايين أسرة في المناطق المعرضة للملاريا بين عامي 2005 و2008.
وفقًا لمكتب منظمة الصحة العالمية في أفريقيا (WHO-AFRO)، في عام 2011 عندما كان أدهانوم وزيرًا للصحة، فإن 75% من الأراضي و 60% من السكان معرضون للملاريا في إثيوبيا، رغم انخفاض حالات الإصابة بالملاريا والوفيات بشكل طفيف في السنوات الأخيرة (afro.who.int/en/ethiopia/country-programmes/topics/480-ethiopia-malaria.html)
تنص المبادئ التوجيهية الوطنية لمكافحة الملاريا (الطبعة الثالثة) التي أعدتها وزارة الصحة الإثيوبية عام 2012، قبل رحيل أدهانوم إلى وزارة الخارجية، على أنه «يعيش 52 مليون شخص (68% من السكان) في مناطق معرضة لخطر الإصابة بالملاريا». وتكشف المستندات كذلك أن «إثيوبيا واحدة من أكثر البلدان عرضة للإصابة بالملاريا في أفريقيا، مع معدلات اعتلال ووفيات تزداد بشكل كبير (أي 3.5 أضعاف) في أثناء الأوبئة» (صفحة 15) (لمزيد من التفاصيل راجعmalariaconsortium.org.) تدعي نفس الوثيقة وجود إخفاقات سياسية خطيرة لإدارة أدهانوم الذي كان وزيرًا للصحة حتى 2013. وتقول إن «إثيوبيا تواجه العديد من التحديات المتعلقة بالموارد البشرية العاملة في الرعاية الصحية، بما في ذلك نقص العاملين المهرة في المجال الصحي وارتفاع معدل التبدل وعدم الاحتفاظ بالمهنيين الصحيين» (الصفحة 64). بالإضافة إلى هذه التحديات، تؤكد المبادئ التوجيهية الوطنية لمكافحة الملاريا مرة أخرى وجود «مشاكل خطيرة في تنسيق التدخلات الصحية والشركاء المنفذين» (الصفحة 65)

#### الإيدز
تحت إدارة تيدروس، تمكنت وزارة الصحة من تغيير الرقم القياسي لإثيوبيا كونها صاحبة أكبر عدد من الإصابات الجديدة بفيروس نقص المناعة المكتسبة في أفريقيا، إذ خفضت العدد بشكل كبير. خُفِّض معدل الانتشار من الرقم القياسي العشري إلى 4.2 في المدن و0.6 في المناطق الريفية. وفقًا لمكتب الوقاية من فيروس نقص المناعة المكتسبة/الإيدز ومكافحته (إتش إيه بّي سي أو)، فإن معدل الإصابة بفيروس نقص المناعة المكتسبة في إثيوبيا انخفض بنسبة 90% بين عامي 2002 و 2012، بينما انخفض معدل الوفيات المرتبطة بالإيدز بنسبة 53%. زاد عدد الأشخاص الذين بدؤوا علاج فيروس نقص المناعة المكتسبة أكثر من 150 مرة خلال الفترة ما بين 2005-2008.
يُعزى انخفاض معدل الإصابة إلى الجهود المتضافرة التي تبذلها وزارة الصحة في توفير الأدوية وتنظيم مختلف برامج التوعية. تمكنت الإدارة من إدماج الناس في أنشطة الوقاية من فيروس نقص المناعة المكتسبة ومكافحته. وقد أثمرت المجموعة الواسعة من الحملات الإعلامية لإعلام الجمهور عن المرض بالتأكيد لأنها ساعدت في تحقيق التغيير السلوكي. زادت تدابير الوقاية مثل استخدام الواقي الذكري بشكل كبير مع زيادة الوعي بالمرض والدعاية التي تحث على ممارسات الجنس الآمن واستخدام الواقي الذكري. أثر تعاون الحكومة مع المنظمات الحكومية وغير الحكومية المحلية والدولية بشكل إيجابي على الوصول إلى مراكز الخدمات ذات الصلة بفيروس نقص المناعة المكتسبة/الإيدز

### تنظيم الأسرة
تحت ولاية تيدروس، انخفضت نسبة الحاجة غير الملباة لتنظيم الأسرة في إثيوبيا، وتضاعف معدل انتشار موانع الحمل خلال 5 سنوات. فبناءً على الاتجاهات في ذلك الوقت، كان من المتوقع وصول معدلات انتشار وسائل منع الحمل إلى 65% بحلول عام 2015 عن طريق الوصول إلى 6.2 مليون امرأة ومراهقة إضافية. وإدراكًا منها أن الإنجاب المبكر هو عامل رئيسي في وفيات الرضع، استهدفت وزارة الصحة بجهودها المراهقات (15 إلى 19 سنة) اللواتي لديهن أعلى نسبة حاجة غير ملباة لتنظيم الأسرة.

### النقد والفضيحة
في مايو 2017، قبل انتخابات منظمة الصحة العالمية مباشرةً، ظهرت قصص عن تستر مزعوم على ثلاث أوبئة محتملة للكوليرا في إثيوبيا في الأعوام 2006 و 2009 و 2011. إذ وصِفَت الأوبئة خطأً بأنها حالات من «الإسهال المائي الحاد» -وهو أحد أعراض الكوليرا- في غياب التأكيد المختبري لضمة الكوليرا في محاولة للتهوين من خطورة الأوبئة. ذكر مسؤولون بالأمم المتحدة أنه كان من الممكن توصيل المزيد من المساعدات واللقاحات إلى إثيوبيا إذا أُكِّد تفشي الكوليرا. قدم هذه الادعاءات لاري جوستين، أستاذ القانون الأمريكي، الذي كان يعمل مستشارًا للمرشح المنافس ديفيد نابارو من المملكة المتحدة. رفض مندوب الاتحاد الأفريقي لدى الأمم المتحدة التقرير، الذي نُشِر في صحيفة نيويورك تايمز، ووصفه بأنه «حملة تشويه لا أساس لها ولم يُتحَقق منها، وتأتي بشكل ملائم لغرضها قبل أيام فقط من الانتخابات». أنكر تيدروس أدهانوم ادعاءات التستر تلك وقال إنه «لم يفاجأ بتاتًا ولكنه يشعر بخيبة أمل كبيرة» لما وصفه بـ «حملة التشويه في اللحظة الأخيرة». [انحياز]

## وزير الخارجية (2012-2016)

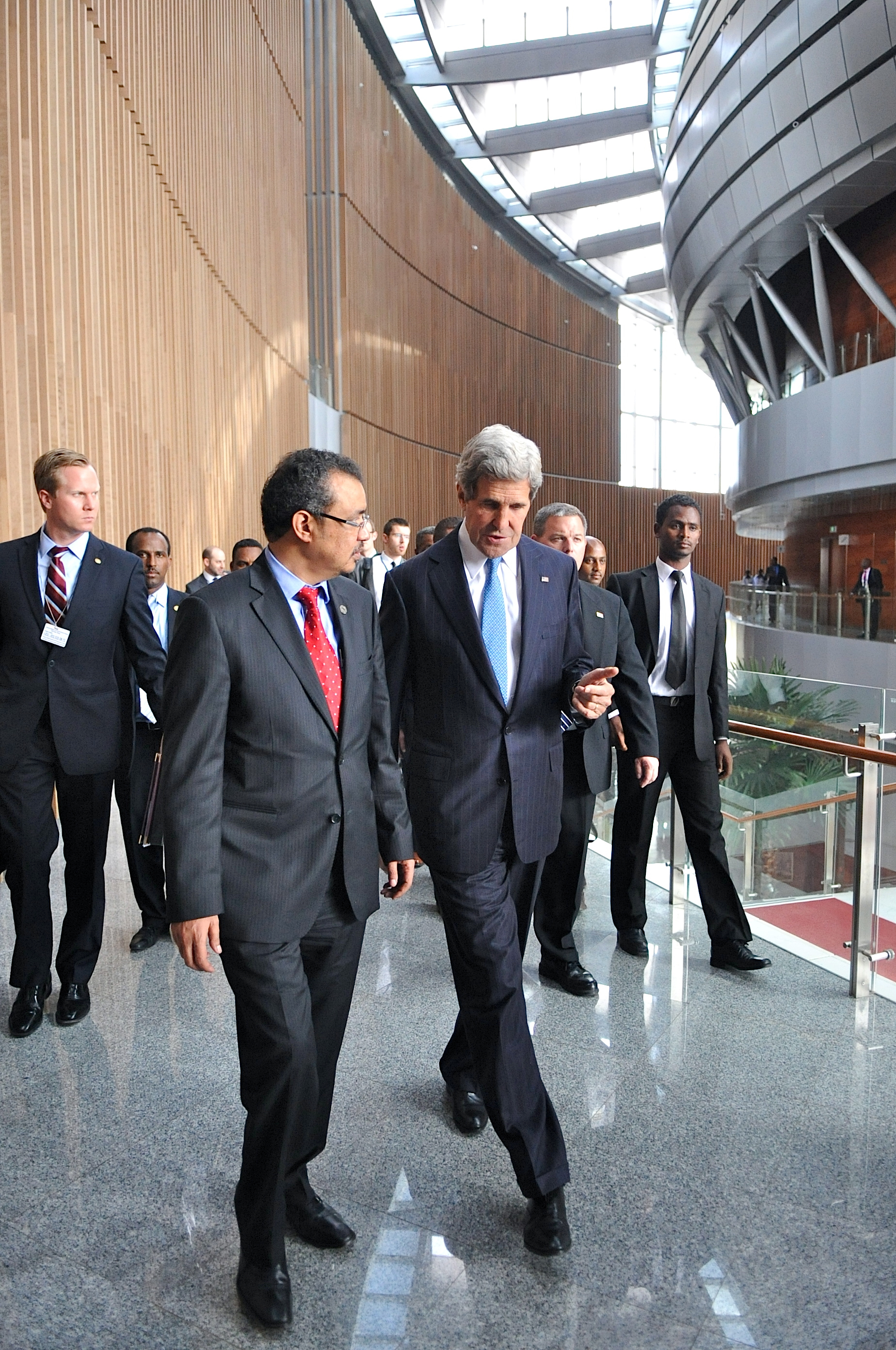
تيدروس مع وزير الخارجية الأمريكي جون كيري في قمة الذكرى الخمسين للاتحاد الأفريقي/منظمة الوحدة الأفريقية.

شغل تيدروس منصب وزير الخارجية الإثيوبي من نوفمبر 2012 حتى عام 2016، ضمن تعديل وزاري ترأسه هايلي ماريام ديسالين بعد أن وافقت عليه الجبهة الثورية الديمقراطية الشعبية الإثيوبية ليكون زعيمًا للحزب (وبهذا رئيسًا للوزراء). خلال هذا الوقت، كان تيدروس مسؤولًا عن تنظيم المؤتمر الثالث لتمويل التنمية المنتج لوثيقة خطة عمل أديس أبابا (إيه إيه إيه إيه) التي التزمت فيها البلدان المشاركة بتمويل أهداف التنمية المستدامة. خلال فترة عمله وزيرًا للخارجية، اندلع خلاف مع مصر حول بناء سد النهضة في 2013 وكذلك وباء إيبولا في غرب أفريقيا 2013-2016.

### المؤتمر الثالث لتمويل التنمية (إف إف دي 3)
كان لتيدروس دور فعال في النتائج الناجحة للمؤتمر الذي عقد في أديس أبابا، إثيوبيا، في الفترة من 13 إلى 16 يوليو 2015، إذ أظهر مهاراته في التفاوض وبناء التوافق. لعب دورًا رئيسيًا في إنقاذ المنتدى من الانهيار من خلال تقريب المواقف المستقطبة.[وفقًا لمن؟] حددت الوثيقة الختامية، المسماة خطة عمل أديس أبابا (إيه إيه إيه إيه) إجراءات السياسة العامة التي وضعتها الدول الأعضاء، والتي تعتمد على جميع مصادر التمويل، والتكنولوجيا والابتكار والتجارة والبيانات لدعم تنفيذ أهداف التنمية المستدامة. ومع ذلك، انتقد بعض المراقبين المؤتمر لفشله في التوصل إلى مصادر تمويل جديدة لتنفيذ أهداف التنمية المستدامة في أثناء انعقاده بينما كان تقرير المتابعة الصادر عن منتدى المجلس الاقتصادي والاجتماعي في أبريل 2016 أكثر تفاؤلًا بكثير وقدم إطارًا لرصد الالتزامات. عمل الدكتور تيدروس عضوًا في فريق العمل رفيع المستوى للتمويل المبتكر للأنظمة الصحية برئاسة رئيس البنك الدولي السابق ورئيس وزراء المملكة المتحدة، جوردون براون.

### خطة الاتحاد الأفريقي 2063
بصفته رئيس المجلس التنفيذي للاتحاد الأفريقي عام 2014، سلط الدكتور تيدروس الضوء على الحاجة إلى نقلة نوعية في الحوكمة والتنمية السياسية والاقتصادية والاجتماعية في أفريقيا من أجل تحقيق خطط القارة طويلة المدى. وشدد على ضرورة تركيز أفريقيا على قضايا التحرر الاقتصادي، والسلام، والاستقرار، وتسريع النمو الاقتصادي والحوكمة، وإرساء الديمقراطية. خلال فترة ولايته، اعتمد الاتحاد الأفريقي خطة التنفيذ العشرية الأولى لخطة 2063، وهي خارطة طريق لتحقيق أفريقيا مزدهرة على أساس النمو الشامل والمستدام، وضعت الصحة محورها الأساسي.[بحاجة لمصدر] وقد ساعدت قيادته ومهاراته أيضًا على حل النزاعات الإقليمية، مثل الاتفاق بين حكومة الصومال الاتحادية والجهات السياسية في جوبالاند، الذي كان حاسمًا في تحسين تقديم الخدمات الصحية وحماية سلامة المواطنين الصوماليين وأمنهم.

### أزمة الإيبولا في غرب أفريقيا
لعب تيدروس بصفته وزيرًا للخارجية دورًا قياديًا محوريًا في استجابة الاتحاد الأفريقي لوباء الإيبولا. إذ سهّل بشكل خاص زيادة مساهمة البلدان وحثهم على الالتزام بإرشادات منظمة الصحة العالمية بما في ذلك التنفيذ الكامل للوائح الصحية الدولية.[بحاجة لمصدر] دعا إلى أن أزمة الإيبولا توفر فرصة فريدة لتعزيز الرعاية الصحية الأولية، وسلط الضوء على أهمية الصحة كمسألة أمنية أساسية. في مقابلة أجراها مع منصة ديفيكس في نوفمبر 2014، ناقش تيدروس ما «خيب أمله» في الاستجابة العالمية للإيبولا، وأهمية التضامن للتغلب على تفشي المرض، وكيف تحول الفيروس القاتل إلى أزمة تتجاوز الصحة. أيضًا قام على الفور بتعبئة 200 من العاملين الصحيين الإثيوبيين المدربين تدريبًا عاليًا في إدارة طوارئ الصحة العامة والمراقبة (بمبادرة أنشأها عندما كان وزيرًا للصحة) للانضمام إلى فريق الاستجابة التابع للاتحاد الأفريقي.

### الجدل حول سد النهضة
في مايو 2013، اشتد الجدل حول سد النهضة قيد الإنشاء في بنيشنقول قوماز بالقرب من السودان إذ بدأت إثيوبيا بتحويل النيل الأزرق لبناء السد. في ذلك الوقت، كان السد قد اكتمل بنسبة أكثر من 22%، وكان إنتاجه المتوقع 6000 ميجاوات، ما يجعله أكبر محطة للطاقة الكهرومائية في أفريقيا. كان من المتوقع أن يحتوي السد على خزان يحمل نحو 70 مليار متر مكعب من الماء، وكان من المقرر أن تبدأ تعبئته عام 2014. كونت مصر وإثيوبيا والسودان لجنة خبراء دولية لمراجعة وتقييم تقارير الدراسة حول السد. تألفت اللجنة من 10 أعضاء؛ 6 من الدول الثلاث و4 من الخبراء الدوليين في مجالات الموارد المائية، والنمذجة الهيدرولوجية، وهندسة السدود، والآثار الاجتماعية والاقتصادية والبيئية لها. عقدت اللجنة اجتماعها الرابع في أديس أبابا في نوفمبر 2012. وراجعت المستندات حول الأثر البيئي للسد وزارت موقعه. قدمت اللجنة تقريرها الأولي إلى الحكومات المعنية في نهاية مايو 2013. رغم أن التقرير الكامل لم يُنشَر، ولن يحدث هذا حتى تراجعه الحكومتان، أصدرت مصر وإثيوبيا تفاصيل، فذكرت الحكومة الإثيوبية -وفقًا للتقرير- أن السد يفي بالمعايير الدولية وسيكون ذا فائدة لمصر والسودان وإثيوبيا. وبحسب الحكومة المصرية، وجد التقرير أنه يجب تغيير أبعاد السد وحجمه.
في 3 يونيو 2013، في أثناء مناقشة تقرير فريق الخبراء الدولي مع الرئيس محمد مرسي، اقترح القادة السياسيون المصريون طرقًا لتدمير السد، بما في ذلك دعم المتمردين المناهضين للحكومة الإثيوبية. بُثَّت المناقشة على الهواء مباشرة دون علم الحاضرين في الاجتماع. طلبت إثيوبيا من السفير المصري تفسير ما جاء بالاجتماع. واعتذر كبير مساعدي مرسي عن «الإحراج غير المقصود»، وأصدرت حكومته بيانًا يعزز «حسن الجوار والاحترام المتبادل والسعي وراء المصالح المشتركة دون إيذاء أي من الطرفين للطرف الآخر». وبحسب ما ورد اعتقد مرسي أن من الأفضل إشراك إثيوبيا بدلًا من محاولة إجبارها. ومع ذلك، صرَّح في 10 يونيو 2013، أن «جميع الخيارات مفتوحة» لأن «الأمن المائي في مصر لا يمكن انتهاكه على الإطلاق»، موضحًا أنه «لا يدعو للحرب»، لكنه لن يسمح بتهديد إمدادات مصر من المياه. قال تيدروس إن السد سيُستخدم حصرًا لتوليد الطاقة وأنه يُشيَّد بطريقة تأخذ في الاعتبار مخاوف الأمن المائي في مصر. في 18 يونيو، أصدر تيدروس ووزير الخارجية المصري محمد كامل عمرو بيانًا مشتركًا أكدا فيه مجددًا «التزامهما بتعزيز علاقاتهما الثنائية وتنسيق جهودهما للتوصل إلى تفاهم بشأن جميع القضايا العالقة بين البلدين بطريقة تعزز الثقة والانفتاح على التطورات الإيجابية لعلاقاتهما». اتفق كلاهما على مراجعة تقرير فريق الخبراء الدولي وتنفيذ توصياته، والعمل على نزع فتيل التوترات وتخفيف حدة الأزمة.

## المدير العام لمنظمة الصحة العالمية

### الترشح والانتخاب
في 24 مايو 2016، على هامش جمعية الصحة العالمية التاسعة والستين، أعلن تيدروس رسميًا ترشحه لمنصب المدير العام لمنظمة الصحة العالمية بصفته المرشح الأفريقي الوحيد، بتأييد من الاتحاد الأفريقي ووزراء الصحة في القارة. وحضر إطلاقه الرسمي للترشح في جنيف رئيسة مفوضية الاتحاد الأفريقي، نكوسازانا دلاميني زوما، ووزراء خارجية رواندا وكينيا، ووزير صحة الجزائر. وخلال الإطلاق، أُكِد على أن ترشيح الدكتور تيدروس كان قائمًا على الجدارة ومؤهلاته الوطنية والعالمية الغزيرة. كان شعار حملته هو «معًا من أجل عالم أكثر صحة». كانت رئيسة حملته سينايت فيسيها، وهي محامية إثيوبية أمريكية وأستاذ أمراض النساء والتوليد من جامعة ميشيغان. وكانت خلال هذه الفترة أيضًا مديرة البرامج الدولية في مؤسسة سوزان تومبسون بافيت، وهي وظيفة تشغلها منذ عام 2015 لتعزيز صحة المرأة وحقوقها الإنجابية على مستوى العالم. وقادت بعد ذلك فريقه الانتقالي. لعب نجاش كبريت بوتورا، سفير إثيوبيا لدى الأمم المتحدة والمنظمات الدولية في جنيف، أيضًا دورًا حاسمًا في الحملة. وقد دعم الحملة جزئيًا صندوق أنشأته دول شرق أفريقيا. استعان تيدروس بشركة ميركوري بابليك أفيرز، وهي شركة ضغط مقرها الولايات المتحدة، لمساعدته في عرضه.
خلال اجتماعه الـ 140 في يناير 2017، أدرج المجلس التنفيذي لمنظمة الصحة العالمية الدكتور تيدروس في المركز الأول للقائمة المختصرة من بين ستة مرشحين خلال جولتين من التصويت السري. إذ حصل على أكبر عدد من الأصوات خلال الجولتين. في 23 مايو 2017، انتُخب الدكتور تيدروس مديرًا عامًا لمنظمة الصحة العالمية بأغلبية ساحقة 133 صوتًا من أصل 185. كان انتخابه تاريخيا، إذ أصبح أول أفريقي يقود منظمة الصحة العالمية، وكذلك أول مدير عام منتخب في تصويت مفتوح لجميع الدول الأعضاء.

### ولايته

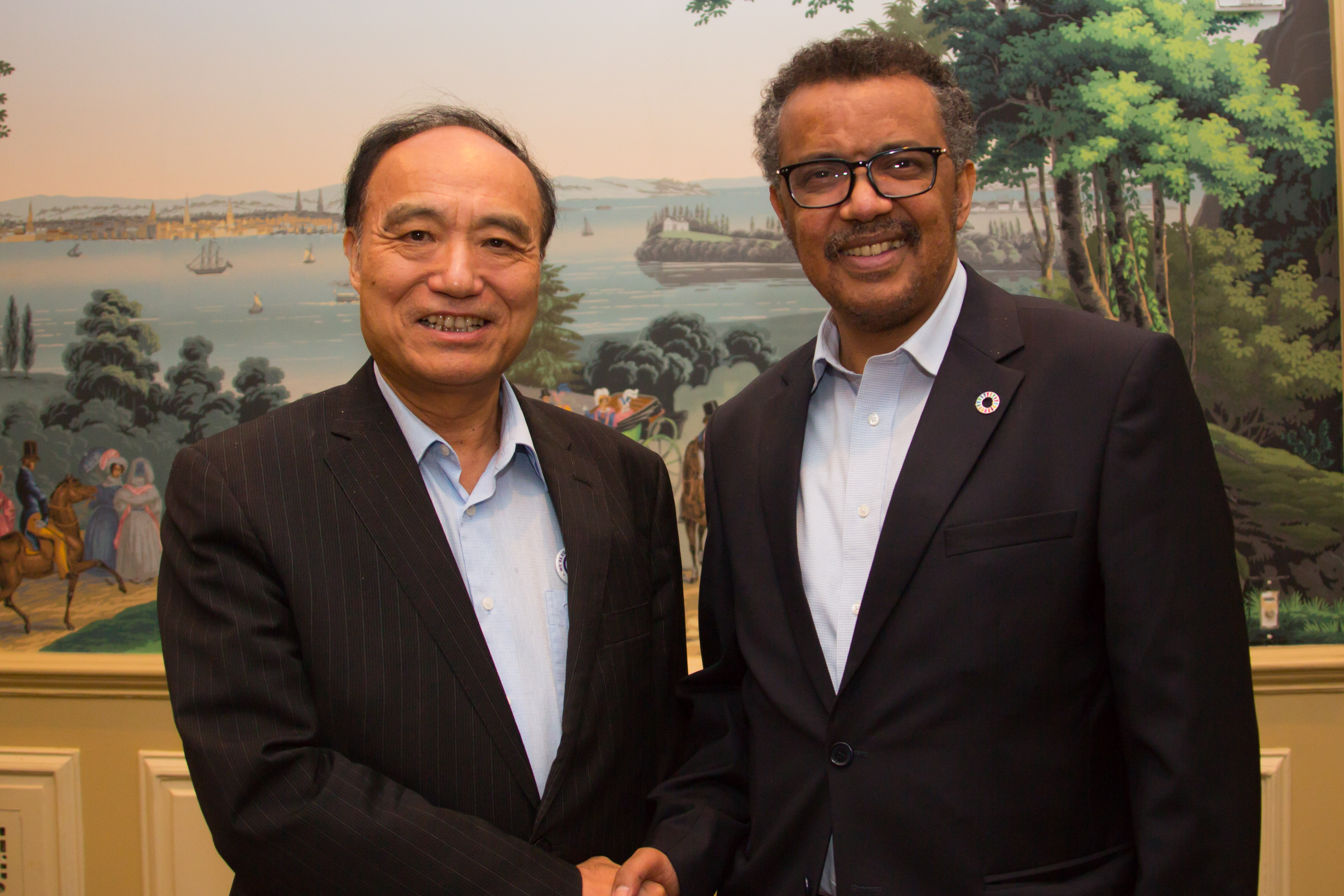
تيدروس مع هولين جاو عام 2017

حدد تيدروس التغطية الصحية الشاملة كأولوية قصوى له في منظمة الصحة العالمية. قام بحملة حول هذه القضية وأكد من جديد على محور تركيزه هذا في خطابه الأول بصفته مديرًا عامًا وطوال الدورة الثانية والسبعين للجمعية العامة للأمم المتحدة. في أكتوبر 2017، أعلن عن فريق قيادته العليا، حيث مثلت النساء 60% من التعيينات. بينما تلقى تيدروس المديح لالتزامه بالمساواة بين الجنسين، تلقى أيضًا انتقادات لافتقاره إلى الشفافية. إذ عيَّن الدكتورة تريزا كاسييفا من وزارة الصحة الروسية لقيادة برنامج منظمة الصحة العالمية لمكافحة السل دون التماس مساهمات المجتمع المدني؛ قبل أيام من التعيين، نشرت منظمات المجتمع المدني رسالة مفتوحة تدعو إلى عملية تنافسية مفتوحة لتحديد المدير الجديد للبرنامج.

### القرارات المثيرة للجدل
رغم جميع الأدلة السائدة، أعلن تيدروس أدهانوم في 18 أكتوبر 2017 أنه اختار رئيس زيمبابوي روبرت موغابي لمنصب سفير النوايا الحسنة لمنظمة الصحة العالمية للمساعدة في التصدي للأمراض غير السارية في أفريقيا. وقال إن زيمبابوي كانت «بلدًا يضع التغطية الصحية الشاملة والنهوض بالصحة في صميم سياساتها لتوفير الرعاية الصحية للجميع». تعرض تعيين موغابي لانتقادات شديدة، إذ قالت الدول الأعضاء في منظمة الصحة العالمية والمنظمات الدولية إن نظام الرعاية الصحية في زيمبابوي قد تراجع في الواقع في ظل نظامه، بالإضافة إلى الإشارة إلى العديد من انتهاكات موغابي لحقوق الإنسان. وذُكر أيضًا أن موغابي نفسه لا يستخدم النظام الصحي لبلاده، بل يسافر إلى سنغافورة لتلقي العلاج. وقال مراقبون إن تيدروس كان يرد جميل الحملة الانتخابية. إذ كان موغابي رئيس الاتحاد الأفريقي عندما أقرَّ اسم تيدروس بصفته المرشح الوحيد للاتحاد الأفريقي في عملية غامضة لم تأخذ في الاعتبار بدائل مؤهلة مثل ميشيل سيديبي من مالي وأوا ماري كول سيك من السنغال. كان حكمه هذا موضع تشكيك واسع النطاق على وسائل التواصل الاجتماعي. ووصف رئيس تحرير مجلة لانسيت، المجلة الطبية الشهيرة تيدروس بـ «الدكتاتور العام». بعد حملة إدانة واسعة النطاق، ألغى تيدروس أدهانوم في 22 أكتوبر 2017 دور موغابي كسفير للنوايا الحسنة.
خلال جائحة كوفيد-19، انتقد الجمهور تيدروس أدهانوم على نطاق واسع إذ نُظر إليه على أنه يتصرف ببطء في جهوده للقضاء على الوباء. ففي الأسبوع الأول من فبراير 2020، صرّح بأنه لا حاجة لاتخاذ العالم تدابير «تتعارض دون داعٍ مع السفر والتجارة الدولية» مثل قيود السفر العالمية. فُسِّر ذلك بأنه ساهم في انتشار الفيروس.
هناك عريضة متداولة على موقع Change.org مع أكثر من 500.000 توقيع تطالب باستقالة تيدروس أدهانوم.

## الجوائز والمنشورات
شارك تيدروس بصفته باحثًا معترَفًا به عالميًا في الملاريا، في تأليف العديد من المقالات حول هذا الموضوع وقضايا الصحة العالمية الأخرى في المنشورات العلمية البارزة، بما في ذلك حوليات طب المناطق الحارة وعلم الطفيليات، ومجلة ذا لانسيت، ودورية نايتشر آند باراسايتولوجيا (الطبيعة وعلم الطفيليات)، والمجلة الطبية البريطانية. أكسبه عمله البارز تميز باحث العام الشاب من الجمعية الأمريكية لطب المناطق الحارة والنظافة، وفي عام 2003 حصل على جائزة باحث الصحة العامة من الشباب من جمعية الصحة العامة الإثيوبية. في عام 2011، أصبح الدكتور تيدروس أول حائز غير أمريكي على جائزة جيمي وروزالين كارتر الإنسانية التي تمنحها المؤسسة الوطنية الأمريكية للأمراض المعدية. في مارس 2012، حصل على الزمالة الفخرية رفيعة المستوى من مدرسة لندن لحفظ الصحة وطب المناطق الحارة ومنصب محاضر بدرجة ستانلي تي وودوارد، من جامعة ييل (2012). حصل أيضًا على جائزة المرأة نبع الحياة من أجل جهوده الدؤوبة لتحسين حياة النساء والفتيات في المؤتمر الرابع لـ «المرأة نبع الحياة» في 19 مايو 2016. وفي أكتوبر 2018، مُنِح الدكتوراه الفخرية في الطب من جامعة أوميو في السويد، حيث تلقى دورات ضمن دراساته للحصول على درجة الدكتوراه عام 1997. وقد منحته جامعة نيوكاسل تكريمًا مشابهًا عام 2019.

### أحد 50 شخصًا سيغيرون العالم لعام 2012
يُعَد تيدروس واحدًا من بين 50 شخصًا سيغيرون العالم من قبل مجلة يو كيه وايرد ماجازين عام 2012. وكتبت المجلة «استخدم تيدروس تقنيات مبتكرة لإنقاذ حياة الملايين من الإثيوبيين. فبدلًا من بناء مستشفيات باهظة التكلفة، وضع برامج لتدريب 35000 من العاملين في مجال الصحة. الذين انطلقوا لتقديم الرعاية في كل بلدة تقريبًا في جميع أنحاء إثيوبيا، خاصة للنساء والأطفال، الذين غالبًا ما يكونون الأكثر ضعفًا والأقل حصولًا على الخدمات. ونتيجة لذلك، يمكن للمرأة اللجوء إلى تنظيم الأسرة، وهي الآن قادرة على تخطيط توقيت حصولها على أطفال، ووضع فترات مناسبة بين مرات حدوث ذلك. يتلقى الأطفال الآن لقاحات منقذة للحياة وعلاجًا للأمراض المميتة مثل الالتهاب الرئوي والملاريا والإسهال. في غضون خمس سنوات، قلل عمله من معدل وفيات الأطفال الإثيوبيين دون الخامسة بنسبة 28 في المائة. هل هناك ما هو أكثر إلهامًا من ذلك؟».

### أحد المئة أفريقي الأكثر تأثيرًا لعام 2015
صنفت مجلة نيو أفريكان ماجازين، وهي من أكثر المجلات المختصة في البلدان الأفريقية مبيعًا في المملكة المتحدة، تيدروس واحدًا من أكثر 100 أفريقي مؤثر لعام 2015 في فئة السياسة والخدمة العامة. ووصفته المجلة بأنه «رائدٌ في مجاله» وأبرزت أجندته الإصلاحية عندما كان وزيرًا للصحة في إثيوبيا إذ حوَّل القطاع الصحي في البلاد عبر النشر المكثف للعاملين في مجال الإرشاد الصحي، ما أدى إلى مكاسب هائلة. وقالت المجلة إن تيدروس وضع الناس في صميم سياساته مرة أخرى بصفته وزيرًا للخارجية وذكرت العدد الهائل من المتابعين له على مواقع التواصل الاجتماعي. ساهم دوره كلاعب رئيسي في تدخلات إثيوبيا الإقليمية الاستراتيجية ووساطتها في السودان والصومال أيضًا في تسميته واحدًا من الشخصيات المؤثرة في أفريقيا لعام 2015.

## الحياة الشخصية
تديروس أدهانوم متزوج ولديه خمسة أطفال.

## روابط خارجية
- تيدروس أدهانوم غيبريسوس على موقع IMDb (الإنجليزية)
- تيدروس أدهانوم غيبريسوس على موقع مونزينجر (الألمانية)
- تيدروس أدهانوم غيبريسوس على موقع قاعدة بيانات الفيلم (الإنجليزية)